# 蔡玉成
蔡玉成（1843年—1912年），字汝璧，族譜名苟完，里人多稱古員，臺灣日治時期在戶口謄本則登記為蘊輝，日文官方文獻多作蔡汝璧。台灣澎湖廳嵵裡澳風櫃尾社人，清領時期澎湖鄉紳、生員與商人，曾出任文石書院董事，兩度操辦民團對抗外侮，另有捐款賑災、鳩建廟宇及開辦棄嬰收容所等事蹟。在日治時期，蔡玉成被應請為澎湖廳參事，並獲得台灣總督府頒予的紳章。

## 生平
蔡玉成祖上來自澎湖嵵裡澳鐵線尾社（今馬公市鐵線里），父蔡耀坤徙居風櫃尾社（今馬公市風櫃里）。:118同治年間，澎湖嵵裡、井仔垵（今馬公市澎南地區）一帶時有海盜滋擾，蔡耀坤家族經營榨油業與金益成報單館，當時可謂富甲一方，遂出面籌措經費，操練鄉眾，並四處巡守家園。:137蔡玉成亦曾兩度出面籌辦民團，支援朝廷守衛鄉里、抵抗外侮，時譽有乃父之風。:119

### 清領時期
道光23年（1843年），蔡玉成出世於澎湖廳風櫃尾。同治11年（1872年）成為貢生（秀才）:119，同治13年（1874年）春，日本出征當時台灣清領時期的化外之地－即排灣族部落為主的山區（今屏東縣車城鄉、牡丹鄉），引發「牡丹社事件」。時欽差大臣沈葆楨奉准，著澎湖水師協副將吳奇勳、澎湖通判劉邦憲等徵募各地民勇，諭飭蔡玉成出面辦團，徵調澎湖各澳社壯丁二千餘名，守禦當地。:127:127
光緒元年（1875年），澎湖農產豐收，文石書院董事蔡玉成乃邀請鄉紳陳維新、許樹基、黃步梯、蔡榮賢等人重修書院，獲得鄉眾踴躍樂捐，時任澎湖水師協副將吳奇勳、澎湖通判唐世永、舉人鄭步蟾、武生高其華、郊商黃學周等皆在捐款之列，蔡玉成共募得兩千餘兩，與黃步梯一同督造書院修建，歷時兩年竣工。:121
蔡玉成為人古道熱腸，常替百姓發聲，或代書稟帖予官府衙門，內容包括設立民生所需的鹽館，或酌情減收漁民賦稅等帖文；此外，澎湖當時尚有殺女嬰的風氣，乃作稟帖〈設局建學，請全嬰命〉一則，主張「男女何分？」、「悉堪溺殺？」，更感嘆此情此景雖可惡，但「實倡率之無人也」，所以更需添建義塾，諄諄善誘，方能改善社會風氣；蔡玉成於光緒六年（1880年）間籌辦育嬰堂，救濟窮苦嬰孩，可謂身體力行、可感可佩。:129-131
光緒十年（1884年），清法戰事起，戰火遍布雲南、福建和浙江沿海，台灣、澎湖則全境進入戒備狀態，時福建巡撫劉銘傳由各處抽調軍隊進駐澎湖，因兵源不足，當時的澎湖通判鄭膺乃諭令鄉紳郭鶚翔、蔡玉成和黃濟時等徵調各社壯丁約一千名，組成民間團練巡守鄉里，此乃蔡玉成第二次操辦民間團練。光緒11年（1885年），法軍進犯澎湖，發動澎湖之役，媽宮城隍廟受損嚴重，郭鶚翔、蔡玉成和黃濟時等人捐款重修，戰後出任澎湖通判的程邦基在〈重修城隍廟碑記〉碑文中敘述此事。:104

### 日治時期
1895年（光緒22年、明治28年），清廷與日本簽署「馬關條約」，臺灣、澎湖主權至此易幟。蔡玉成於日治時期開始，多使用「蔡汝璧」之名活動。明治30年（1897年），日本政府為借重蔡汝璧威望，拔擢蔡汝璧為澎湖廳參事，並授予臺灣紳章，以示敬重。日後由台灣總督府出版的《台灣列紳傳》，亦將〈蔡汝璧〉收錄在冊，肯定其對澎湖地方之貢獻。:118-119
日本統治澎湖，禁止百姓學習漢文，蔡汝璧不忍漢學中斷，遂暗中設立私塾，並創辦「西瀛吟社」，自任首屆社長，力保詩學不輟。蔡汝璧從明治38年（1905年）起擔任西瀛吟社社長一職，至大正元年（1912年）病逝為止。:129、135

## 澎湖廳志
光緒四年（1878年），澎湖通判蔡麟祥聘金門文人林豪主講文石書院，並編撰《澎湖廳志》，蔡玉成和黃濟時負責協纂，稿成，卻因故未獲刊行。光緒18年（1892年），林豪獲通判潘文鳳之邀重編《澎湖廳志》，林豪從蔡玉成處得原稿，再以兩個月進行增補，《澎湖廳志》才順利於光緒19年（1893年）發行。《澎湖廳志》兩度編修之際，蔡玉成皆有參與協纂。

## 文石書院

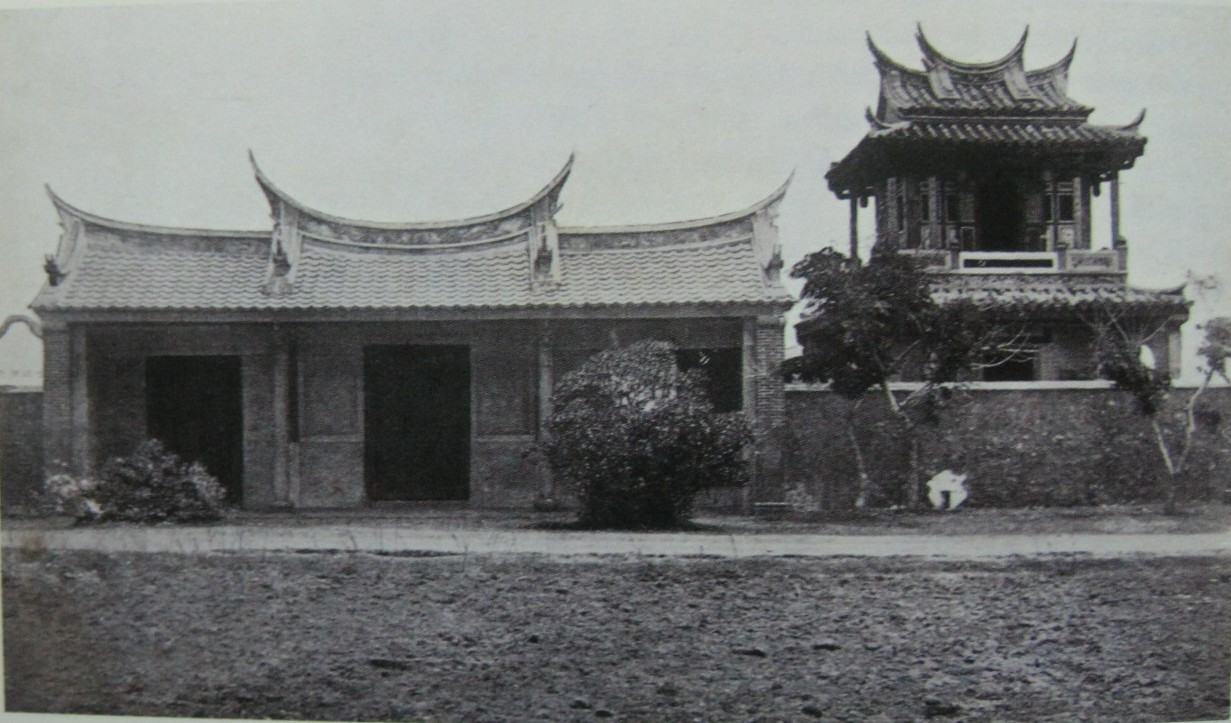
台灣日治時期所拍攝的文石書院。民國51年（1962年）蔣介石巡視文石書院時下令重新整建，但整後之後的建築外觀卻大幅改變，僅魁星樓保存清代舊貌。

蔡玉成長期為文石書院董事，為維持書院運作，特請澎湖通判蔡麟祥出面邀請各紳商設一公斗，並從每斗中抽兩文，挹注薪金雜費以及充實文石書院之錢庫，必要時得以襄助貧苦學生，給予額外津貼。蔡玉成甚至親赴臺灣府（今臺南市中西區），晉見道員劉鴻翱，劉應允撥閒款以充實文石書院經費與膏火，後在光緒九年（1883年）達成協議，凡書院有出租的田園，每年向租戶課以五百金充入書院，其餘田租交由蔡玉成管理。:122-123
光緒11年（1885年），澎湖通判程邦基在媽宮社倡建程朱祠（今馬公市重慶里），供奉宋代名儒二程以及朱熹，並以祠為文石書院山長住所。光緒19年（1893年），蔡玉成自行出面籌募經費，又於程朱祠旁建立文昌閣、講幄與耳房等，提供師生講課的場所，儼然作為文石書院的媽宮分部，惟日治時期因應「市區改正」計畫:62-106，程朱祠、文昌閣等皆已拆除不存。:123

## 飢荒請賑
光緒七年（1881年）、明治35年（1902年）澎湖發生飢荒，兩次皆是蔡玉成出面向官府請賑。

### 清領時期
光緒七年（1881年）之飢荒係農曆閏七月間遭逢颱風，大雨不止，農獲受損嚴重，蔡玉成首先向通判李翊清請賑，不意遭拒，只得遠赴臺灣府進見道台、知府，九月才獲得省城撥送米、番薯籤、檳榔芋、煤粉、稻草等來紓困，當時澎湖十三澳約六萬七千五百餘丁口，有四萬九千餘丁口因此得到救助，免遭飢寒之苦。:124-125

### 日治時期
明治35年（1902年）五月發生連續長達二十日的強風暴雨，八月初亦是暴雨及浪潮洶湧，造成該年農損甚大。十月初，蔡汝璧（蔡玉成）時任澎湖廳參事，隨同謝贊、媽宮街長李其上等在澎湖和台灣各地發動募捐，繼而時任澎湖廳長之小林三郎亦上繳飢荒報告，終獲臺灣總督府提撥救濟金，方才順利紓困:126，相關事蹟亦載錄於〈小林三郎德政紀念碑〉。

## 身後事
西瀛詩社成員中，尚有後世譽為「澎湖鴻儒」的吳爾聰（1872年－1956年），兩人雖年歲有段差距，但交情甚篤，堪稱忘年之交；蔡汝璧過身後，吳爾聰不僅親作輓聯，蔡家子孫在鐵線尾修建宗祠時，亦請吳爾聰代擬廟柱對聯。:129、135
蔡汝璧與其父蔡耀坤合葬於風櫃尾，墓地上兩付輓聯，分別為：:138
|  | 排難解紛，明決皆資忠信 急公任恤，蕃昌定卜子孫 |

|  | 隻手具全才，經濟文章，嵵澳如公無雙士 一身兼五福，富貴壽考，澎山自古有幾人？ |